# Programa (álbum de Lulu Santos)
Programa é o décimo sétimo álbum de Lulu Santos. O álbum vendeu 56 mil cópias, até 2004.

## Faixas
Todas as músicas escritas por Lulu Santos, exceto onde indicado.
1. "Do Outro Mundo"
2. "Amém"
3. "Tempo Real"
4. "Figurativa"
5. "A Mensagem"
6. "Todo universo"
7. "Salto Fino" (Santos e Bernardo Vilhena)
8. "Walkpeople" (Santos, Ed Motta e Marcos Valle)
9. "Compaixão"
10. "Luca"
11. "Éros e Tánatos"
12. "4 do 5" (com Paralamas do Sucesso)
13. "4 do 5 (O Sub Dub do Bi e do Ba)" (com Bi Ribeiro e João Barone)

## Ficha Técnica
- Lulu Santos – voz (menos em "4 do 5"), guitarras, baixo (1, 4 e 6), violão (em "Do Outro Mundo" e "Compaixão"), maracas (em "Do Outro Mundo"), sítara e MiniMoog (em "Amém"), guitarra slide (em "Compaixão"), harmônio e pandeiro (em "Todo Universo")
- André Rodrigues – baixo (2, 3, 5, 8, 9, 10 e 11) e sintetizador Mutron (em "Amém")
- Christiaan Oyens – bateria (1, 2, 3, 4, 6, 7 e 9), pandeiro (em "Do Outro Mundo" e "Figurativa") e sampler (em "Do Outro Mundo"), sinos tubulares (em "Tempo Real"), guitarra havaiana (em "Figurativa"), harmônio (em "Todo Universo"), loops (em "Salto Fino"), programação de bateria (em "Walkpeople" e "Luca"), guitarra, bandolim e percussão (em "Compaixão"), tarol (em "Éros e Tánatos"), samples e vocal (em "4 do 5 (Sub Dub do Bi & do Ba)")
- Alex de Souza – teclados (1, 2 e 10), samples (em "Do Outro Mundo" e "A Mensagem"), "planet" (em "Amém"), harmônio (3, 6 e 9), timpani (em "Tempo Real"), órgão (em "Figurativa"), piano Rhodes (em "A Mensagem" e "4 do 5 (Sub Dub do Bi & d Ba)"), piano Wurlitzer (em "Todo Universo"), triângulo (em "Walkpeople") e vocal (em "4 do 5 (Sub Dub do Bi & do Ba)")
- Armando Marçal – percussão (em "Amém" e "A Mensagem"), güiro (em "Tempo Real"), congas e shekere (em "Salto Fino" e "4 do 5 (Sub Dub do Bi & d Ba") e bata (em "4 do 5 (Sub Dub do Bi & do Ba)")

Músicos convidados
- Chocolate – bateria em "A Mensagem" e "Éros e Tánatos", esteira em "Salto Fino" e tarol em "Éros e Tánatos"
- Claudio Rosa – baixo em "Salto Fino"
- Fabiano Araújo – órgão e piano Wurlitzer em "Salto Fino", teclados em "Walkpeople"
- Marcos Valle – piano Rhodes em "Walkpeople"
- Eber Marcos – dopler em "Luca"
- Herbert Vianna – guitarra em "4 do 5"
- Bi Ribeiro – baixo em "4 do 5" e "4 do 5 (Sub Dub do Bi & do Ba)"
- João Barone – bateria em "4 do 5" e "4 do 5 (Sub Dub do Bi & do Ba)"

Produção
- Alex de Souza e Christiaan Oyens – produção
- Lulu Santos – direção de produção
- Eber Marcos – gravação e mixagem
- Breno Maia, França e Igor Alves – assistentes de gravação
- Carlos Freitas – masterização